# Dick Enthoven
Dick Enthoven, né le 2 août 1936 à Halfweg et mort le 21 mars 2021, est un coureur cycliste néerlandais. Actif durant les années 1950 et 1960, il a été  champion des Pays-Bas sur route amateurs en 1959 et vainqueur du Tour des Pays-Bas en 1961. Son fils Edwin a également été coureur professionnel au début des années 1990.

## Palmarès

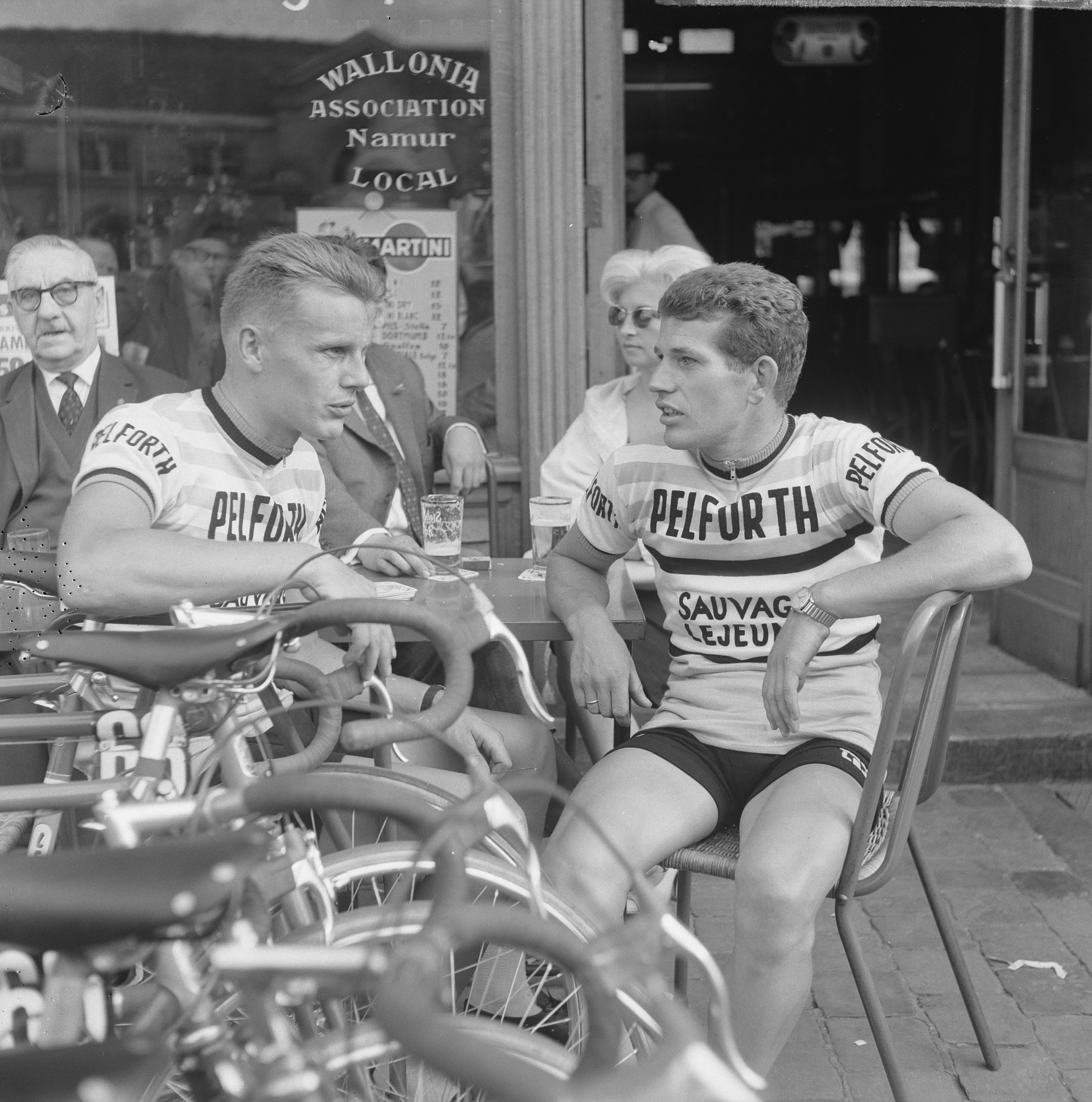
Jan Janssen et Dick Enthoven lors de la 5e étape du Tour de France 1963.

### Palmarès amateur
- 1959
  - Champion des Pays-Bas sur route amateurs
  - 5e étape du Tour de Pologne
  - 2e du Ronde van Zuid-Holland
  - 3e du Tour de Pologne
  - 3e du Circuit de Campine

### Palmarès professionnel
- 1960
  - 2e du Tour du Nord
- 1961
  - 1reb étape des Quatre Jours de Dunkerque (contre-la-montre par équipes)
  - Classement général du Tour des Pays-Bas
- 1962
  - 7e du Critérium du Dauphiné libéré
- 1963
  - 2eb étape du Tour de France (contre-la-montre par équipes)
  - 3e du Circuit du Brabant central

## Résultats sur les grands tours

### Tour de France
3 participations
- 1961 : hors délais à la 10e étape
- 1962 : abandon (18e étape)
- 1963 : 34e, vainqueur de la 2eb étape (contre-la-montre par équipes)

### Tour d'Espagne
1 participation
- 1961 : abandon (9e étape)